# Sorinnes
Sorinnes (en wallon Sorene) est une section de la ville belge de Dinant située en Région wallonne dans la province de Namur.
C'était une commune à part entière avant la fusion des communes de 1977.

## Étymologie
Le nom de Sorinnes trouve son origine dans le mot sorina signifiant humide.
Orthographe :
- Sorina (1060)
- Surinis (1124) ;
- de Bono Sancti Martini in Sorinae (1150);
- Surines (1152) ;
- Sorines (1230) ;
- Sorune (1503) ;
- Sorenne (1558) ;
- Sorennes (1595).

Hernanus de Surine est cité en 1152.
Dans les anciens documents, Sorinne-lez-Dinant se distingue parfois par le surnom de "Haute-Sorine" (1464) ou "Haulte-Sorine deseur Dinant" (1490), viendrait de Sobrinia (inga=suffixe germanique) et remonte à l'époque gallo-romaine. Carnoy opine que ce vocable pourrait dériver du terme germanique : Sûra = humide. 

## Évolution démographique
- Source: DGS, 1831 à 1970=recensements population, 1976= habitants au 31 décembre

## Histoire
L'emplacement du vieux château est situé sur un cimetière gallo-romain. Les travaux exécutés en 1903 ont fait ouvrir des tombes gallo-romaines de païens contenant de petites cruches en terre blanches alignées par six. Ces tombes sont attribuées aux colonies romaines du genre agricole. Ces trouvailles ont été faites dans la cour du vieux château actuellement dit "Ferme du château".
Aux alentours du presbytère, on retrouve encore actuellement des pièces en bronze datant de la période impériale romaine.

C'est au XIVe siècle que nous trouverons une histoire propre à Sorinnes. À partir de ce moment, nous pouvons à peu de chose près, suivre toutes les variations de ces propriétés.

Sorinnes sur Dinant fut une pairie, puis resta une seigneurie.	
Voici ce que les archives familiales[réf. nécessaire] disent quant aux dates d'acquisition des terres de Sorinnes par la famille Villenfagne :

Jean 2 de Villenfagne, seigneur de Sorinnes, Javelant, fut Bourgmestre de Dinant en 1596, 1597 et 1608. Il obtint le 15 février 1585 octroi de pouvoir résider au pays de France, d'y rester, d'y disposer, etc. L'acte porte ces termes : «Nostre bien aimé Jean de Villenfagne natif de la ville de Dinant au pays de Liége, pour le désir de résider en notre Royaume et y finir ses jours».

Le 12 janvier 1586 il se marie à Anne Tamison, fille de Philippe Tamison et d'Anne Sauvrex.

1599, achat de la première partie des terres de Sorinnes. Le 9 avril 1599, il fait l'achat de la terre et seigneurie de Sorinnes qui est restée dans la famille de Villenfagne jusqu'à nos jours, à Louise fille d'Antoine de Reulin, seigneur d'Ethe et de Barbe de Waha moyennant la somme de 350 florins carlolus et 20 patars monnaie de Brabant de rente et au-dessus la bague d'or pour Mademoiselle de Reulin, qui réduisit la rente à 300 florins.
Son petit-fils Jean 4 de Villenfagne, seigneur de Sorinnes, Javelant va acquérir la deuxième partie des terres de Sorinnes. Il naquit à Sorinnes le 21 septembre 1626. Il épousa le 29 novembre 1657, dans la Chapelle aux Clers à Liège, Catherine-Clémence de Louvrex, fille de Mathias, seigneur de Ramelot et de Clémence de Fléron. Jean 4 de Villenfagne offrit le fief de Sorinnes au seigneur Jean Marteau de Bourbay, marchand bourgeois de Liège pour servir d'hypothèque le 30 mai 1678, afin d'acheter le 18 août 1681 à Nicolas Cuvelier, seigneur de Sorinnes sur Dinant, prévôt de Poilvache, conseiller procureur général du Roi en son conseil de Namur sa Terre de Sorinnes et la prévôté de Poilvache telles que feu messire Gilles de Brandebourg les tenait à titre d'engagère de S.A.S Isabelle, infante d'Espagne, pour 3600 florins, et que ledit Nicolas avait acquise un an plus tôt, le 10 juillet 1680 de demoiselle Marguerite Adriane de Brandebourg, Chanoinesse de Maubeuge.
Ainsi Jean 4 de Villenfagne réunit la partie namuroise et la prévôté de Poilvache à la partie liégeoise des terres de Sorinnes que la famille détenait depuis 1599. Il mourut à Sorinnes le 30 septembre 1687 et y fut enterré avec sa femme qui mourut le 11 avril 1713 et sa fille Margueritte, ce en l'église paroissiale. Ils eurent 10 enfants.

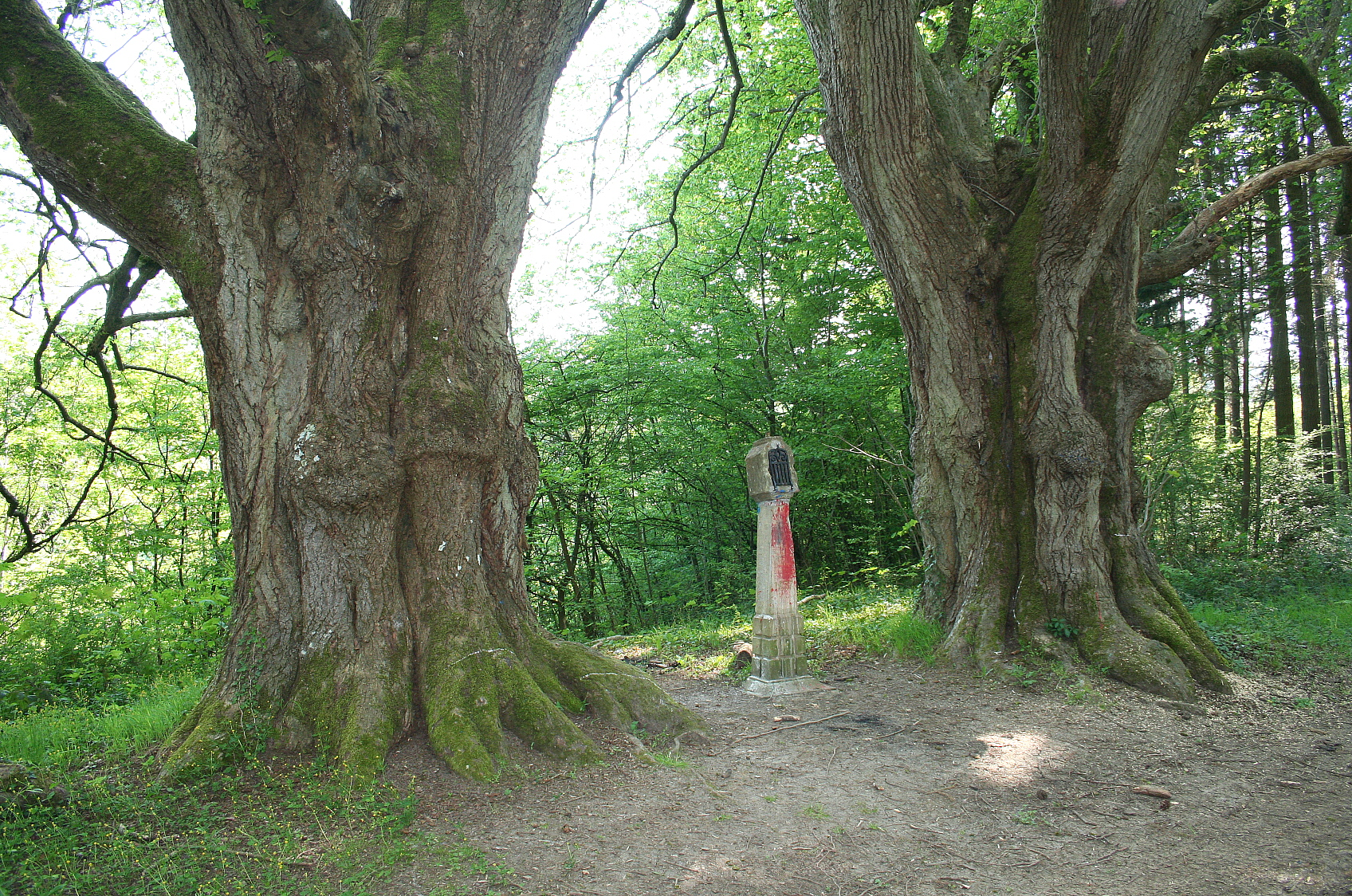
La petite chapelle et les deux tilleuls remarquables du sentier de pèlerinage de Dinant à Foy Notre-Dame.

Galliot écrit :
Sorinnes-sur-Dinant, village situé à six lieues de Namur, est une seigneurie qui a haute, moyenne et basse justice, droit de chasse et de pêche, morte-main, droits seigneuriaux, droits de terrage, plaids généraux, droits d'amendes, de forfaiture et de confiscation.
Cette terre appartenait autrefois à la maison de Brandebourg ; Dame Marguerite-Adrianne-Marie de Brandebourg, chanoinesse de l'illustre chapitre de Maubeuge, en fit relief en 1680, et la vendit la même année au sieur Nicolas Cuvelier, Conseiller procureur-général à Namur pour une somme de neuf mille huit cent et treize florins, d'où elle passa à Noël de Ville-en-Faigne, qui en fit relief en 1699.
Elle était divisée en deux parties : la principale était sur le comté de Namur, la seconde sur la Principauté de Liège. Aussi on l'appelait les deux Sorinnes, d'où est resté Sorinnes orthographié avec un "s" final. Cette seigneurie dépendait de la Prévôté de Poilvache.